# Boxercise
Boxercise és una classe d'entrenament intervàl·lic d'alta intensitat basada en l'entrenament de boxa. Es diferencia de la boxa, ja que la boxa és un esport de competició, mentre que Boxercise inclou aspectes de l'entrenament de la boxa, però ni espàrring ni combats competitius.

## Història
El concepte va començar al Regne Unit el 1992, creat per l'entrenador de boxa Andy Wake. El seu mètode va créixer en popularitat durant els anys noranta, aconseguint més d'1,2 milions de participants al Regne Unit.
El concepte es va popularitzar a tot el món com a classe de fitness genèrica i també amb entrenadors personals que utilitzaven padwork per entrenar els seus clients i instructors de fitness training camp amb les tècniques. L'ús de guants d'enfocament és un estil popular. L'objectiu de les classes sol ser aconseguir beneficis per a la salut o la forma física.
Boxercise és una marca registrada. Boxercise, l'empresa, va ser seleccionada per treballar amb Muhammad Ali Enterprises el 2011, produint un programa d'entrenament de boxa que portava el nom de Muhammad Ali workout.
Les classes solen fer exercici en grup, escalfaments i treball amb guants i passos de colpeig per realitzar combinacions de boxa de Jab, Hook, Cross i Uppercut. Hi ha un èmfasi en la correcta postura ortodoxa i Southpaw.